# Kingsbury Plantation
Kingsbury Plantation es una plantación (subdivisión administrativa equivalente a un township) situada en el condado de Piscataquis, Maine, Estados Unidos. Tiene una población estimada, a mediados de 2022, de 31 habitantes.

## Geografía
La localidad está ubicada en las coordenadas 45°9′14″N 69°35′54″O / 45.15389, -69.59833. Según la Oficina del Censo de los Estados Unidos, tiene una superficie total de 116.1 km², de los cuales 114.3 km² corresponden a tierra firme y 1.8 km² están cubiertos de agua.

## Demografía
Según el censo de 2020, en ese momento había 28 personas residiendo en Kingsbury Plantation. La densidad de población era de 0.2 hab./km². El 89.29% de los habitantes eran blancos, el 3.57% era amerindio y el 7.14% eran de una mezcla de razas. No había hispanos o latinos viviendo en la localidad.